# ثوم شعري
الثوم الشعري (باللاتينية: Allium subhirsutum) نوع نباتي عشبي يتبع جنس الثوم من الفصيلة الثومية.

## الموئل والانتشار
ينتشر في كافة أنحاء حوض البحر الأبيض المتوسط من بلاد الشام ووادي النيل إلى المغرب العربي وتركيا والبلقان وإيطاليا وفرنسا وإسبانيا.
- (باللاتينية: Molium roseum (L.) Fourr.)